# Billbergia macrocalyx
Billbergia macrocalyx är en gräsväxtart som beskrevs av William Jackson Hooker. Billbergia macrocalyx ingår i släktet Billbergia och familjen Bromeliaceae. Inga underarter finns listade i Catalogue of Life.

## Bildgalleri

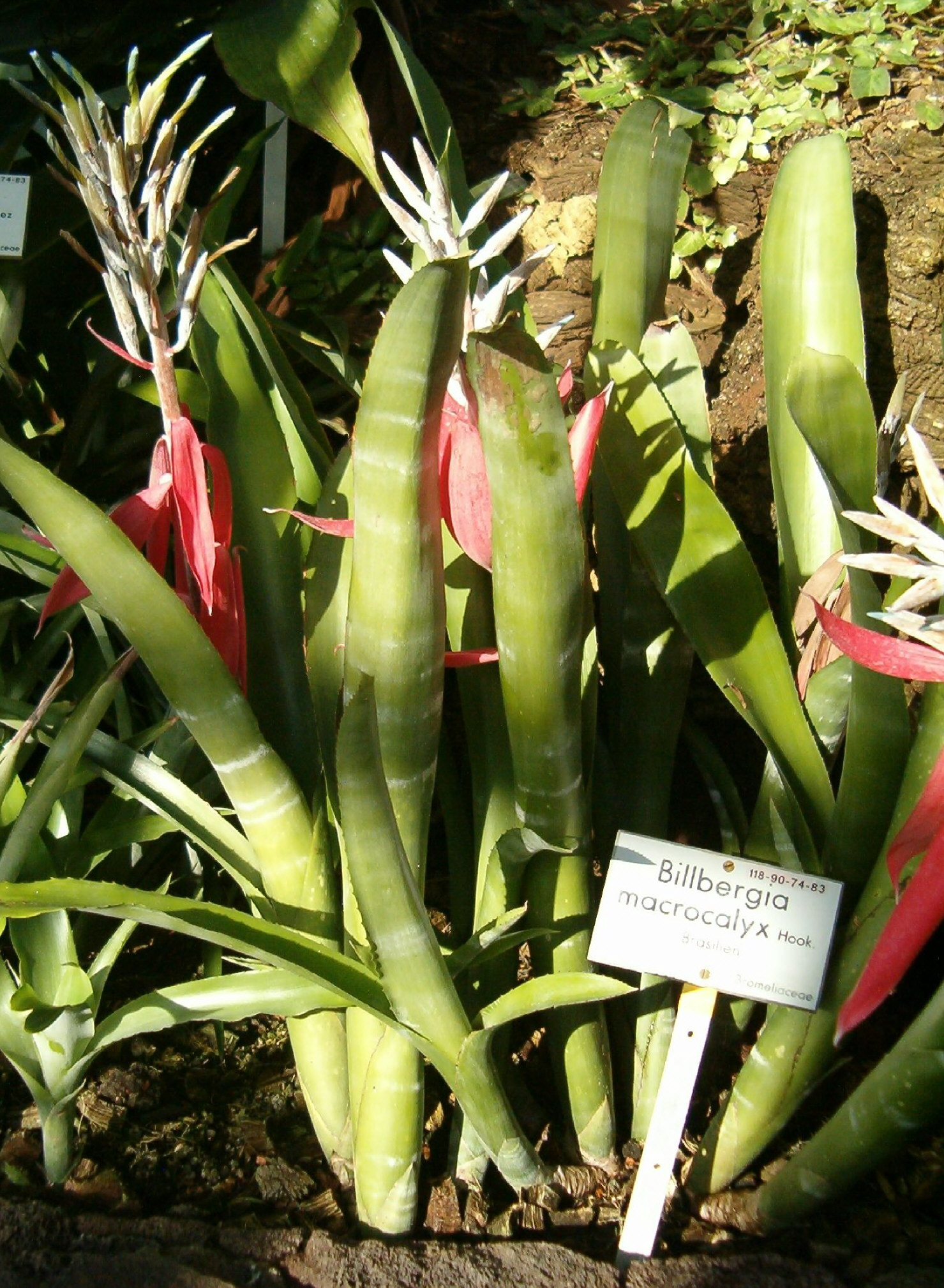
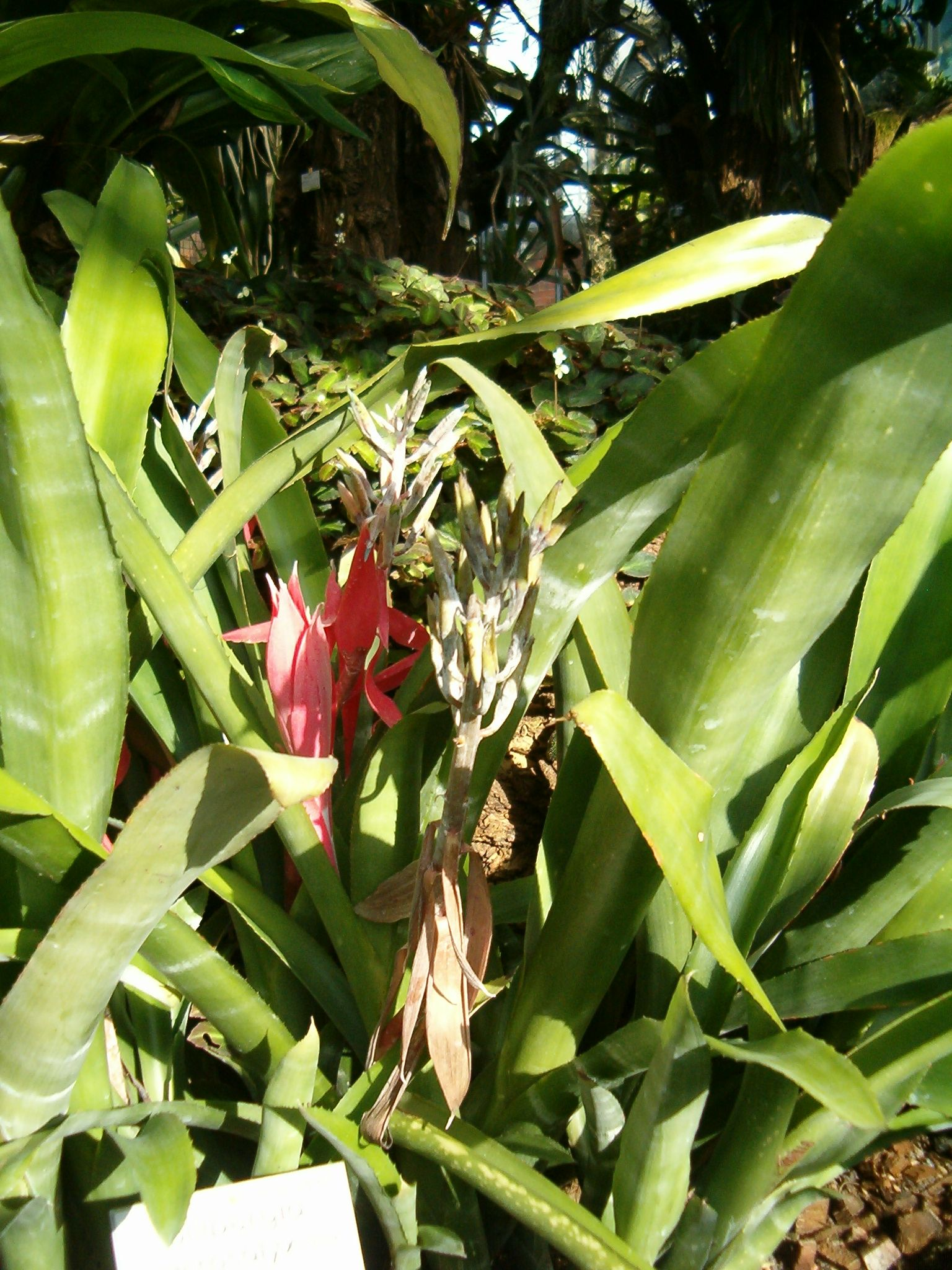
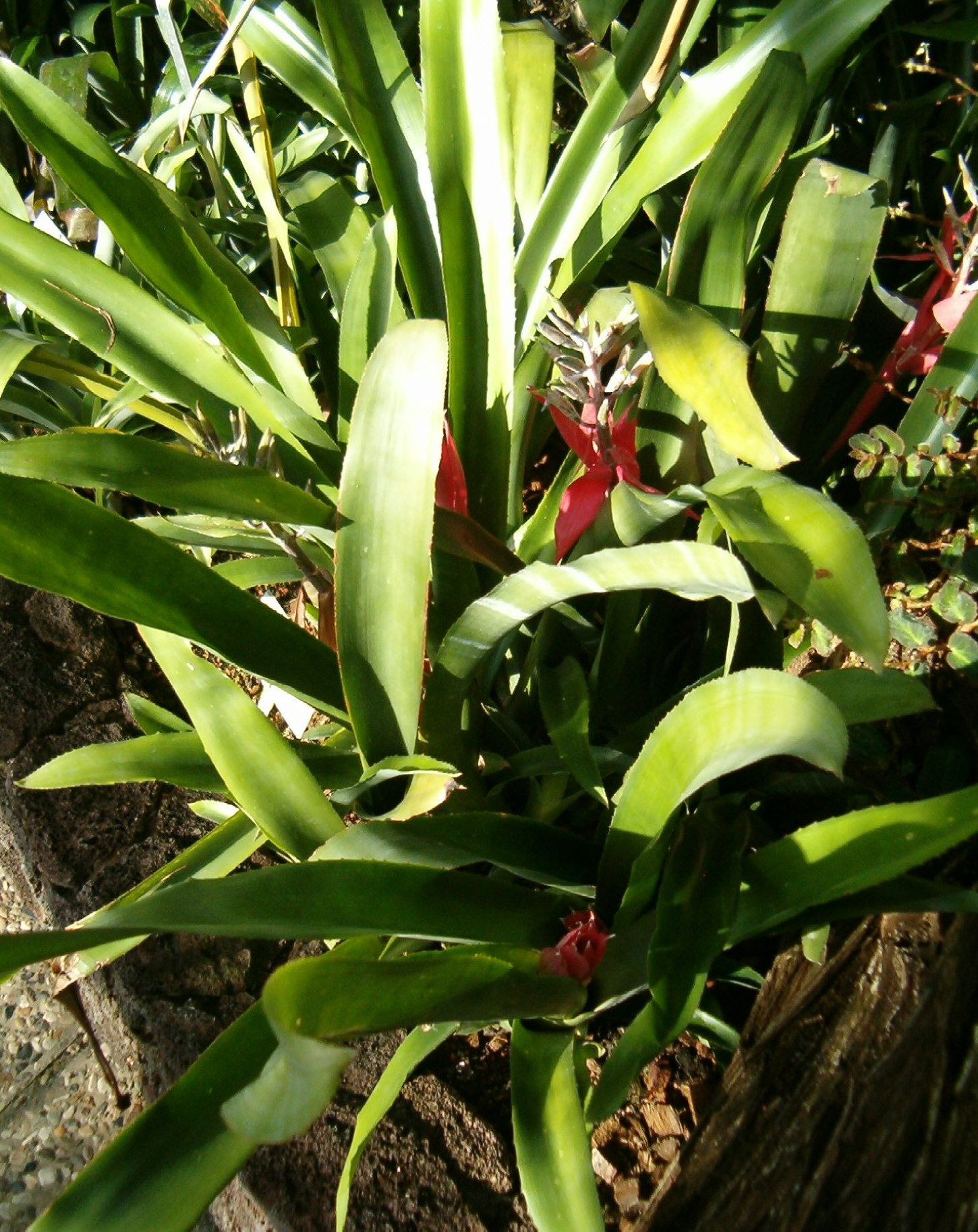
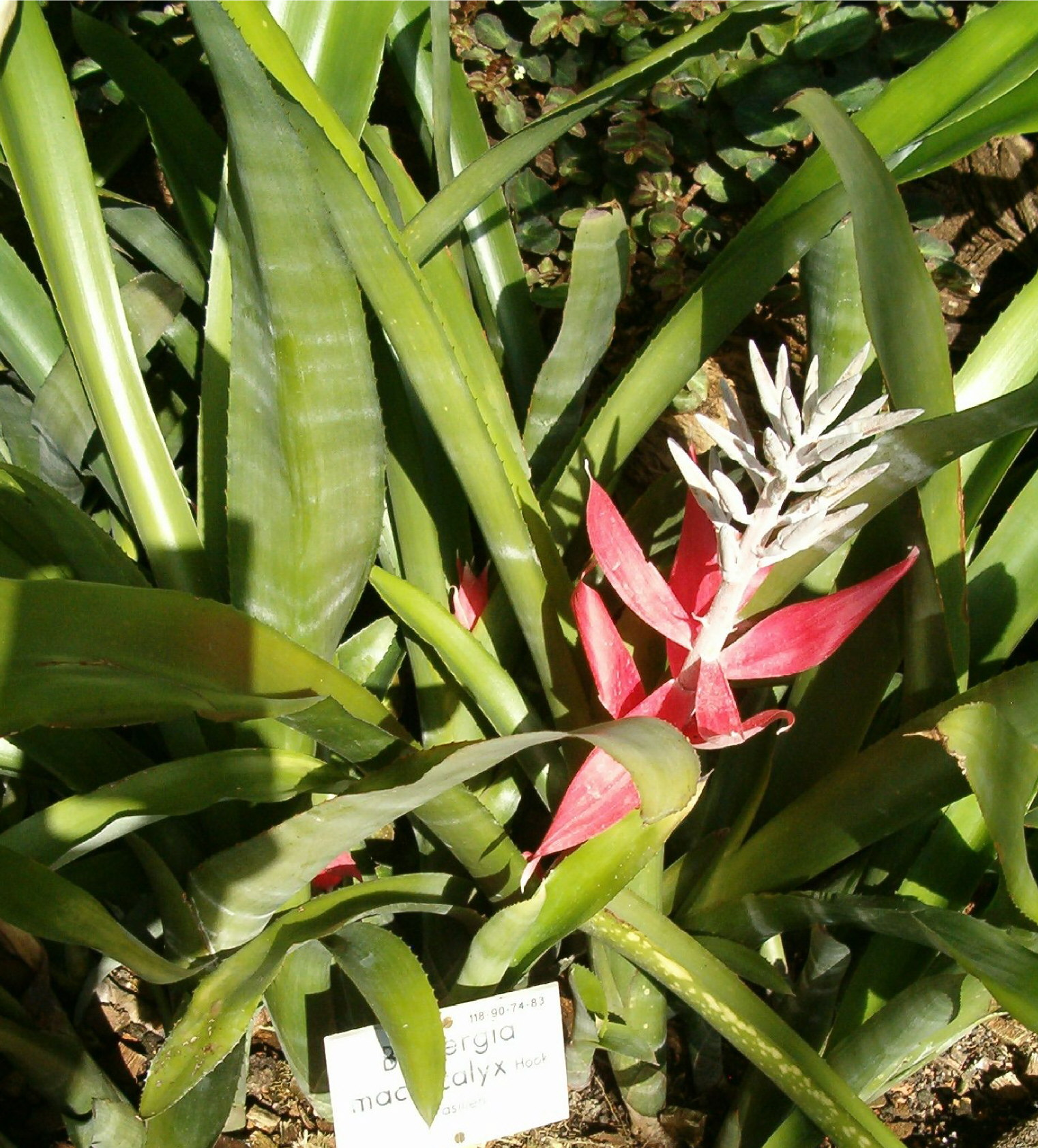
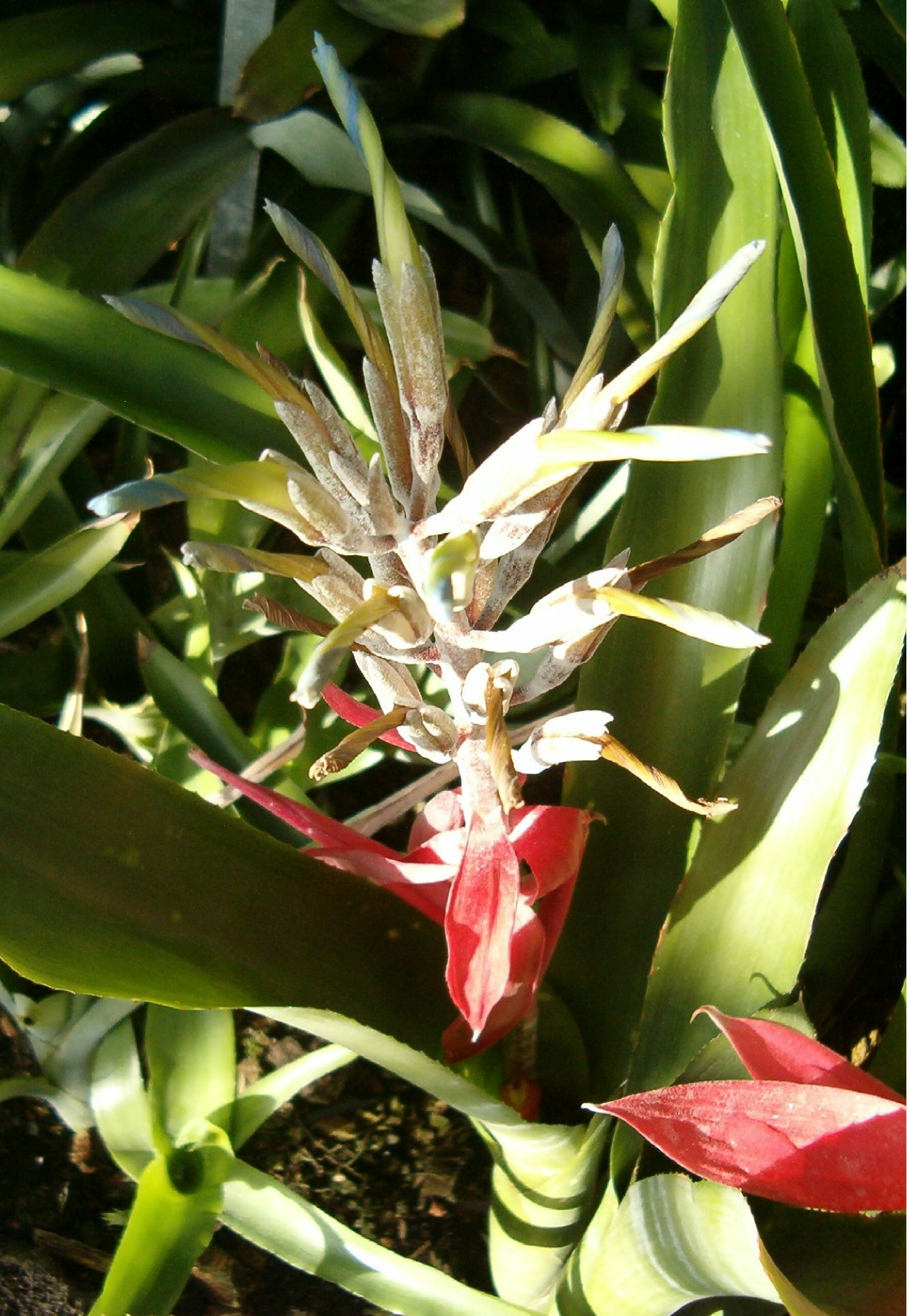
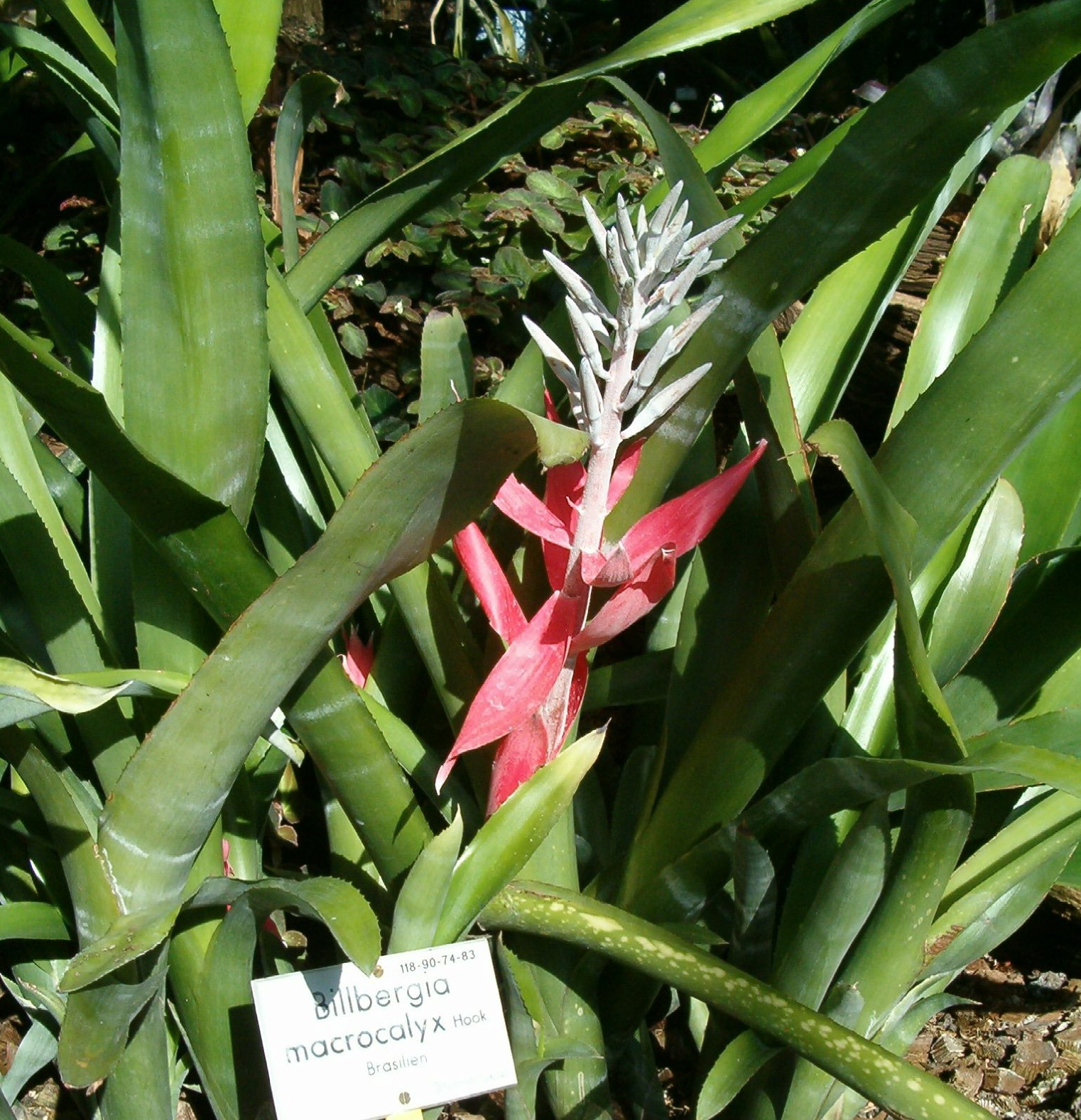